# Liga Futbolística y Deportiva Valle del Conlara

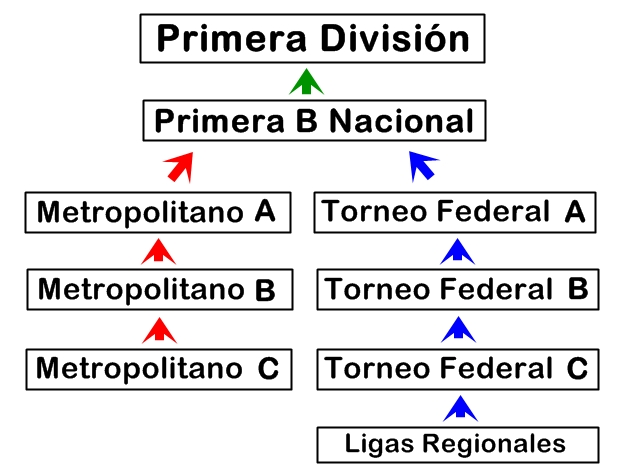
Campeonatos Oficiales de la Asociación del Fútbol Argentino a partir de 2015

La Liga Futbolística y Deportiva Valle del Conlara (cuyas siglas son LFDVC) es una de las Ligas Regionales, perteneciente a la provincia de San Luis en Argentina. La sede de dicha liga se encuentra ubicada en la ciudad de Concarán. La Liga Futbolística y Deportiva del Valle Conlara está afiliada y participa en torneos de selecciones organizados por el Consejo Federal del Fútbol Argentino (CFFA), que es un órgano interno de la Asociación del Fútbol Argentino. Los clubes de la LFDVC al depender de la liga misma se los considera indirectamente afiliados a la AFA. En el 2020 participan 22 equipos, 10 en la Categoría A y 12 equipos en la Categoría B.

## Temporada 2016
El Torneo "Emir Bongiovanni" contará con la participación de 19 equipos.
Los 19 equipos se separan en 2 categorías: Primera "A" (10 equipos) y Primera "B" (9 equipos). A su vez, cada categoría se divide en dos zonas (En la Primera "A" son "Zona Norte" y "Zona Sur". Mientras que en la Primera "B" son "Zona Este" y "Zona Oeste"). Los dos últimos equipos ubicados en la tabla general al finalizar el año de la Primera A descienden a la Primera B, mientras que el primero de cada zona jugará una final, y el ganador se acreditará la Plaza 1 para disputar el Federal C 2017. En la B, también se enfrentan los primeros, pero en este caso el ganador asciende a la Primera "A". 

### Primera "A"
| ZONA       | Clubes                   | Departamento     | Distrito/Localidad     | Fecha de Fundación       |
| ---------- | ------------------------ | ---------------- | ---------------------- | ------------------------ |
| ZONA NORTE | Casino                   | Junín            | Merlo                  | 3 de octubre de 1968.    |
| ZONA NORTE | Atlético Concarán        | Chacabuco        | Concarán               |                          |
| ZONA NORTE | Juventud                 | Chacabuco        | Cortaderas             |                          |
| ZONA NORTE | San Martín               | Junín            | Merlo                  | 25 de mayo de 1950       |
| ZONA NORTE | San Martín               | Junín            | Santa Rosa del Conlara | 16 de marzo de 1967      |
| ZONA SUR   | Chacabuco                | Chacabuco        | Villa del Carmen       |                          |
| ZONA SUR   | Dolores BAP              | Chacabuco        | Concarán               | 11 de noviembre de 1923  |
| ZONA SUR   | Naschel Unidos           | Chacabuco        | Naschel                | Abril de 2011            |
| ZONA SUR   | Recreativo               | Coronel Pringles | La Toma                |                          |
| ZONA SUR   | Sarmiento Juventud Unida | Chacabuco        | Tilisarao              | 25 de septiembre de 1919 |

### Primera "B"
| ZONA       | Clubes                | Departamento     | Distrito/Localidad     | Fecha de Fundación   |
| ---------- | --------------------- | ---------------- | ---------------------- | -------------------- |
| ZONA OESTE | CRYDER                | Junín            | Merlo                  |                      |
| ZONA OESTE | Deportivo Los Molles  | Junín            | Los Molles             |                      |
| ZONA OESTE | Deportivo Papagayos   | Chacabuco        | Papagayos              |                      |
| ZONA OESTE | Deportivo Villa Larca | Chacabuco        | Villa Larca            |                      |
| ZONA OESTE | Juventud Unida        | Junín            | Carpintería            | 26 de agosto de 1955 |
| ZONA ESTE  | Amigos                | Chacabuco        | Tilisarao              |                      |
| ZONA ESTE  | Deportivo Naschel     | Chacabuco        | Naschel                | 30 de agosto de 1930 |
| ZONA ESTE  | Deportivo Pringles    | Coronel Pringles | La Toma                |                      |
| ZONA ESTE  | Pringles              | Junín            | Santa Rosa del Conlara |                      |

## Los clásicos
Se denomina clásico al partido que enfrenta a dos instituciones cuya rivalidad lleva un largo tiempo, esto derivado por factores como la cercanía geográficas o compartidas. Los clásicos que se juegan o que alguna vez se han jugado en la LFDVC son los siguientes:
- Clásico Merlino: San Martín vs Casino.
- Clásico de Sta. Rosa: San Martín vs Pringles.
- Clásico de Concarán: Atlético Concarán vs Dolores BAP.
- Clásico de Naschel: Dep. Naschel vs Naschel Unidos.
- Clásico de Tilisarao: Sarmiento J.U. vs Amigos.
- Clásico de La Toma: Recreativo vs Pringles.
- Clásico de la Costa: Juventud Unida vs Dep. Los Molles.
- Clásico del Valle: Sarmiento J.U. vs Dep. Naschel.

Otros clásicos:
- Deportivo Papagayos vs Deportivo Villa Larca.
- Juventud de Cortaderas vs Chacabuco (Villa del Carmen).